# Ib和Ic超新星
Ib和Ic超新星是恆星爆炸的類型之一，起因於大質量恆星的核心塌縮，而含氫的外殼已經被剝離時的現像。与Ib型超新星相比，据推测Ic型超新星失去了更多的初始包层，包括大部分氦气。

## 光譜
超新星的分類是依據在光譜中是否缺乏氫的光譜線。與II型超新星比較，I型是欠缺氫線的。與著名的Ia超新星不同，Ib的譜線中還缺少波長為635.5 奈米的單一離子矽吸收線。比較Ib超新星的年齡，它也顯示出比Ia型更明顯的氦譜線。總而言之，Ib型超新星的譜線中包含有氧、鈣、和鎂的譜線。對照的Ia型，主要的譜線則來自於鐵。
Ib型超新星的形成幾乎與II型超新星相同，雖都是由大質量恆星的核心塌縮形成的，但是Ib超新星的前身在爆炸之前先拋掉了氫的外殼。結果因為外殼主要的成分是氦，造成光譜比較像Ia超新星；Ic超新星又超越了Ib超新星，它的光譜中還缺乏氦的譜線。

## 形成

大質量恆星的演變像洋蔥的層次一樣（未依照比例）。

在成為超新星之前，一顆大質量恆星演變出像洋蔥一樣的層次。不同層次進行著不同元素的核融合反應，最外層是氫，向內依序是氦、碳、氧等等。因此，當外層的氫流失之後，接下來露在最外層的就是以氦為主的層次（混合著其他的元素）。當一顆大質量恆星發展到非常熱，且恆星風造成巨大的質量損失時，這種情狀就會發生。質量非常巨大（25倍太陽質量或更大）的恆星每年可以經由恆星風流失10-5太陽質量以上的質量（或是每100,000年損失一個太陽的質量）。
Ib和Ic超新星的前身因為強烈的恆星風，或是因為與鄰近伴星的交互作用，本身流失的質量可以達到3至4個太陽質量 。Ib超新星被認為是大質量的沃爾夫-拉葉星塌縮造成的；也有些證據顯示有一些Ic超新星的前身可能是γ射線爆發（GRB），雖然也有人相信任何氫被剝離的Ib和Ic超新星都來自GRB－與爆炸的幾何形狀有關。
由生成的比率來看，需要大質量恆星才能形成的Ib和Ic超新星是非常罕見的，遠低於II型超新星的生成率。它們通常都出現在恆星形成的區域，並且未曾在橢圓星系中被發現過，因為它們分享相似的傳動機制，所以Ib、Ic和不同類型的II型超新星都稱為核心塌縮型超新星。

## 光度曲線
Ib超新星的光度曲線（光度相對於時間的描繪圖）雖然有不同形式的變化，在某些情況下與Ia超新星非常相似。但不無論如何，Ib超新星光度曲線的峰值較低，而且顏色偏紅。在紅外線部分的光譜，Ib的光度曲線類似於II-L的光度曲線（參見超新星）。
Ia超新星的光度曲線可以用在宇宙尺度上的距離測量，也就是能夠當作標準燭光。然而因為與Ib和Ic超新星的光度曲線相似，後者會造成距離測量上的混淆不清，因此在進行距離的估計之前，必須很小心的先排除掉可能是Ib和Ic超新星的樣本。